# Floßdorf
Floßdorf ist ein Stadtteil von Linnich im Kreis Düren, Nordrhein-Westfalen.

## Lage
Floßdorf liegt in der Jülicher Börde südlich von Linnich an der Rur. Westlich von Floßdorf liegen die Ortschaften Welz und Ederen, nördlich Rurdorf, östlich über die Rur Tetz, sowie südlich Barmen und Merzenhausen. Unmittelbar östlich von Floßdorf fließt der Altdorf-Kirchberg-Koslarer Mühlenteich in die Rur, nachdem er knapp 11 km lang etwas weiter westlich parallel zu dieser verlaufen ist und dabei mehrere Mühlen und Papierfabriken passiert hat.

## Geschichte
Anlässlich der kommunalen Neugliederung wurde der bis dahin zum Landkreis Jülich gehörende Ort Floßdorf am 1. Januar 1972 in die Stadt Linnich eingegliedert.

## Vereine, Vereinigungen
- Vereinigte Vereine Floßdorf
- Katholische Frauengemeinschaft Floßdorf
- KG „Flößdörper Torre“
- Jugendverein Floßdorf 07
- Löschgruppe der Freiwilligen Feuerwehr Linnich

## Kirche
Die Pfarrkirche ist dem hl. Hermann Josef geweiht und wurde 1953/54 erbaut.

## Verkehr
Die AVV-Buslinie 279 des Rurtalbus bedient den Ort mit einzelnen Fahrten. Zusätzlich verkehrt zu bestimmten Zeiten ein Anruf-Sammel-Taxi. An Schultagen verkehrt zudem die Schulbuslinie 277.
| Linie | Verlauf |
| ----- | --- |
| 277   | (Verstärkerfahrten) Schulen Linnich |
| 279   | (Jülich Schulzentrum – Krankenhaus –) Jülich Bf/ZOB – Jülich Neues Rathaus – Walramplatz – Neubourheim – Koslar – Barmen – Merzenhausen – Ederen – Welz – (Floßdorf ←) Rurdorf – Linnich Rathaus – Linnich-SIG Combibloc                                                  |
| AST   | AnrufSammelTaxi: Mo–Fr abends, Sa nachmittags/abends, So Jülich Bf/ZOB – Jülich Innenstadt – Koslar / Merzenhausen – Barmen – Floßdorf / Erzelbach / Boslar – Welz / Ederen / Rurdorf – Kofferen / Hottorf – Gereonsweiler – Gevenich / Kiffelberg – Glimbach – Körrenzig |